# Mota Atma
Mota Atma is een studioalbum van Tangerine Dream. Het bevat filmmuziek bij de gelijknamige film/documentaire, waarvan onbekend is gebleven of die ooit vertoond of uitgebracht is. Het originele album vermeldde dat Edgar en Jerome samen verantwoordelijke waren voor de muziek, heruitgaven vermelden alleen nog Edgar.

## Musici
- Edgar Froese, Jerome Froese – synthesizers, elektronica

## Muziek
| Nr. | Titel                   | Duur |
| --- | ----------------------- | ---- |
| 1.  | The courage to lose     | 8:03 |
| 2.  | For the summit only     | 7:57 |
| 3.  | No pleasure no pain     | 5:52 |
| 4.  | Royal way of privacy    | 8:38 |
| 5.  | Phoenix burning         | 7:35 |
| 6.  | Prophet in chains       | 7:43 |
| 7.  | Snow on angels feather  | 5;34 |
| 8.  | A fair days wage        | 8:09 |
| 9.  | Brain offender          | 5:53 |
| 10. | A day in liberty valley | 5:37 |